# خانه ایرانیان
خانه ایرانیان مراکزی فرهنگی اجتماعی است که در کشورهای مختلف در دوران محمود احمدی نژاد ایجاد گردیده‌است. با وجود آنکه بودجه راه اندازی این مراکز در برخی موارد توسط دولت تأمین شده، در مورد ماهیت دولتی یا غیر دولتی آن مباحثی مطرح گردیده‌است. به گفته محسن پاک‌آیین معاون سابق سازمان فرهنگ و ارتباطات اسلامی دولت احمدی نژاد در بودجه سال ۱۳۸۹ به بعد، برای این مرکز بودجه تصویب کرده‌است. وعده ساخت خانه ایرانیان در فرانکفورت، اتریش، سوئد، استرالیا، رم، میلان و ونکوور داده شده‌است.

## مراکز
تا کنون «خانه ایران» در کشورهای تاجیکستان تأسیس شده‌است . اما در برخی کشورهای غربی از جمله کانادا به گفته محسن پاک‌آیین  با اعتراض برخی ایرانیان مقیم و برخی دولت‌ها، مجوز تأسیس این مرکز توسط دولت کانادا صادر نشد. ۷ اردیبهشت ۱۳۸۹ حسن قشقاوی  معاون کنسولی، پارلمانی و امور ایرانیان خارج کشور وزارت خارجه وعده راه اندازی  ۱۲ خانه ایرانیان در سال ۱۳۹۰ را داد و گفت که «اولویت راه اندازی خانه ایرانیان در آن دسته از کشورهایی است که جمهوری اسلامی ایران در آن ها سفارتخانه ندارد و مردم برای طرح و پیگیری مشکلات خود در این مناطق با موانعی روبرو هستند.»

## انتقادات
به اعتقاد محسن پاک‌آیین معاون سابق سازمان فرهنگ و ارتباطات اسلامی فعالیت‌های این مرکز که بخش عمده‌ای از  بودجه آن توسط دولت تأمین می‌شود موازی با رایزنی‌های فرهنگی سفارت خانه‌های ایران و سامان فرهنگ و ارتباطات اسلامی است.

## منبع‌ها
1. ↑  «گفت و گوی ویژه هفته نامه پنجره با معاون سابق سازمان فرهنگ و ارتباطات اسلامی رمزگشایی از موضوع خانه ایرانیان». خبرآنلاین. ۴ خرداد ۱۳۹۰.
2. ↑  «خانه ایرانیان تاسیس می‌شود». همشهری آنلاین. ۷ اردیبهشت ۱۳۸۹.